# Unió Tecno
La Unió Tecno en l'univers fictici de la Guerra de les Galàxies va ser un gremi comercial format per diverses empreses tecnològiques de la galàxia. Va tenir un paper significatiu en la Crisi Separatista, ja que el president de la mateixa (Wat Tambor) la va aliar amb el Comte Dooku i la Confederació de Sistemes Independents. Malgrat tenir un seient al Consell Separatista i cedir el seu exèrcit droide als militars de la confederació durant les Guerres Clon, la Unió Tecno va mantenir la seva neutralitat durant el conflicte; amb moltes de les seves fàbriques produint naus i armes per a la República Galàctica. No obstant, després que acabés la guerra, les restes d'Unió Tecno serien absorbides pel successor de la República; l'Imperi Galàctic.